# Beamtenstippe

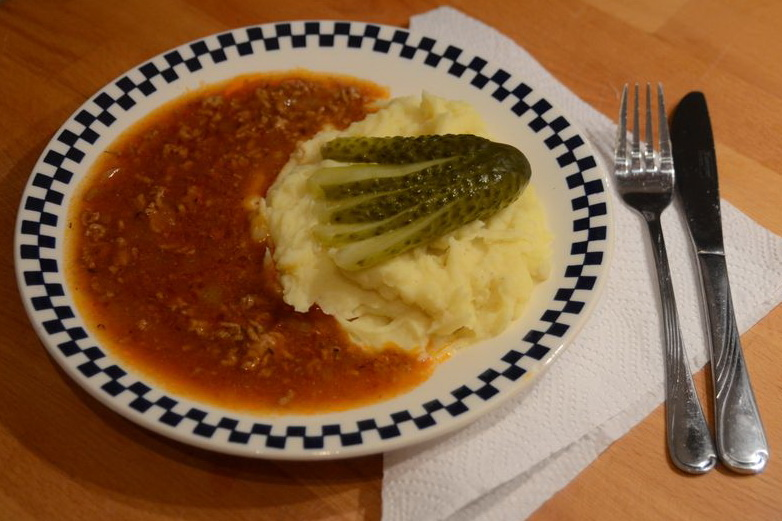
Gehacktesstippe aus dunkler Soße an Kartoffelbrei mit Gurkenfächer

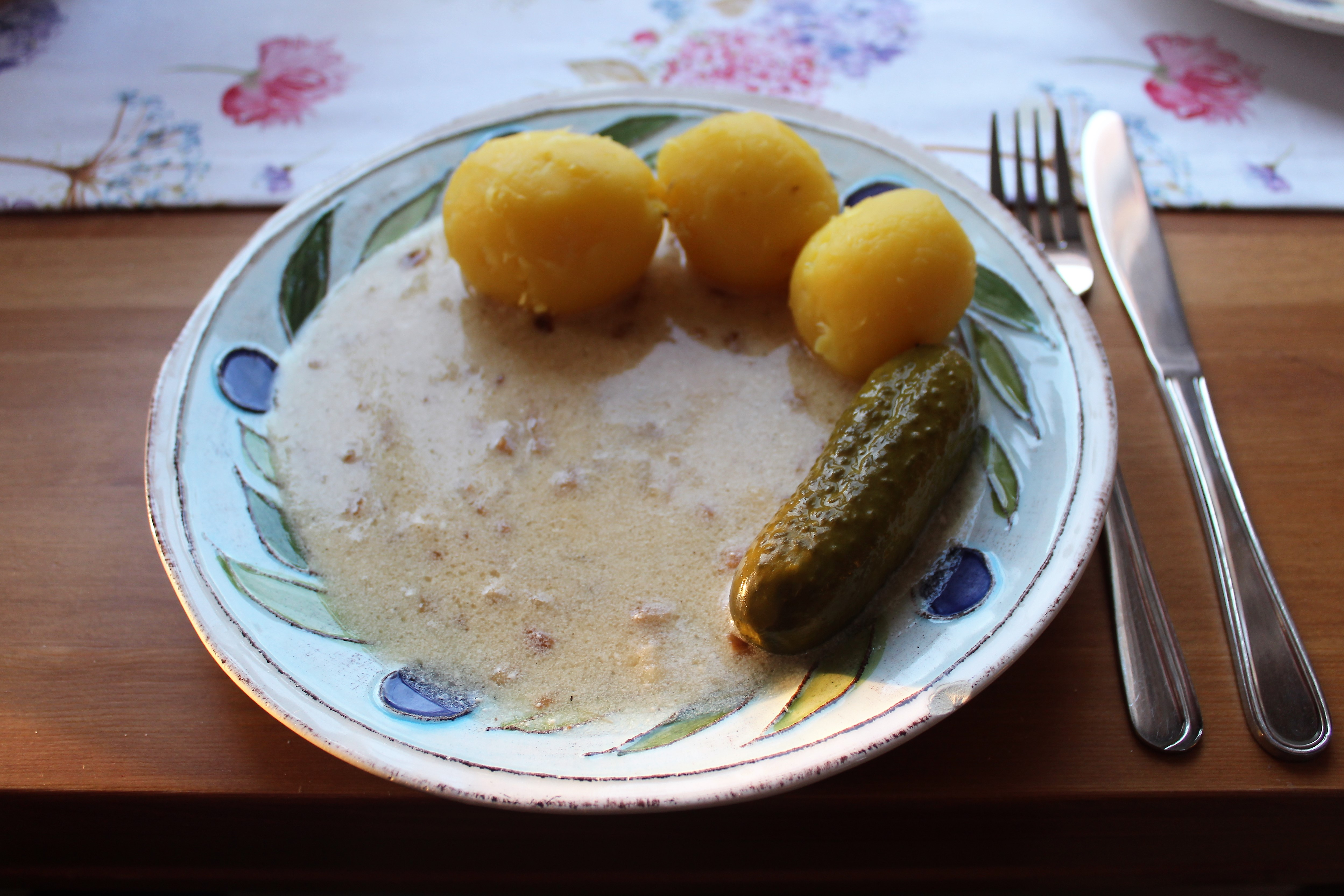
Speckstippe mit Kartoffeln und Gewürzgurke

Als Beamtenstippe (von stippen für eintunken, norddt./Berliner Ausdruck) wird eine Soße bezeichnet, die zu Kartoffeln gegessen wird. Sie war ursprünglich ein typisches „Arme-Leute-Essen“, denn auch die einfachen Beamten waren relativ arm. In die Soße kamen daher oft auch Speisereste. Es gibt für diese Stippe weitere Bezeichnungen wie Lehrerstippe oder Schneiderstippe.
Unter diesem Begriff versteht man zwei Soßenvarianten:
- Dunkle Soße: Gemischtes Hackfleisch wird ohne Anbraten in Bratensoße gegart. Diese Variante wird regional auch als Gehacktesstippe (u. a. in der Region Magdeburg) bezeichnet.

- Helle Soße: Mehlschwitze wird mit zusätzlicher Flüssigkeit aufgekocht und mit gebratenem Speck oder Schinkenwürfeln vermengt. Diese Variation wird auch Speckstippe oder Schusterstippe genannt.

Gerichte mit Beamten- und Speckstippen lassen sich heutzutage in der Berliner Region, aber auch in anderen Regionen in Norddeutschland, auf der Speisekarte von Restaurants mit Regionalküche finden, bestehen aber aus reichhaltigeren Zutaten oder einer weiteren Beilage.